# Казаль-Чермеллі
Казаль-Чермеллі (італ. Casal Cermelli, п'єм. Casal Sirmé) — муніципалітет в Італії, у регіоні П'ємонт,  провінція Алессандрія.
Казаль-Чермеллі розташований на відстані близько 460 км на північний захід від Рима, 80 км на схід від Турина, 9 км на південь від Алессандрії.
Населення — 1220 осіб (2014).
Щорічний фестиваль відбувається 15 серпня. Покровителька — Богородиця Небовзята.

## Демографія
Населення за роками:

Станом на 1 січня 2023 року в муніципалітеті офіційно проживало 118 іноземців з 13 країн, серед них 84 громадяни країн Євросоюзу та 1 громадянин України.

## Сусідні муніципалітети
- Боско-Маренго
- Кастеллаццо-Борміда
- Фругароло
- Предоза